# Aeroportul Municipal Colby
Aeroportul Municipal Colby (IATA: CBK, ICAO: KCBK, FAA LID: CBK) este un aeroport din Kansas, Statele Unite ale Americii ce deservește zona Colby⁠(d). Aeroportul a fost tranzitat în 2019 de 6 pasageri. A fost numit după zona deservită.
Situat la o altitudine de 971 m, aeroportul dispune de 3 piste.

## Infrastructură

### Piste
Aeroportul dispune de 3 piste: 
- pista 04/22 din Iarbă, cu dimensiunile 2.600 picioare × 80 picioare
- pista 12/30 din Iarbă, cu dimensiunile 2.660 picioare × 90 picioare
- pista 17/35 din beton, cu dimensiunile 5.110 picioare × 75 picioare